# 레즈긴어파
레즈긴어파(Lezgic) 또는 사무르어파(Samur)는 북동캅카스어족의 한 분파이다. 문어(文語)가 있는 주요 언어로는 레즈긴어와 타바사란어가 있다.

## 분류
괄호 안은 화자 수이다.
- 아르치어 (1,700)[2]
- 사무르어파 (핵심 레즈긴어파)[3]
  - 동부[2]
    - 우디어 (6,600)
    - 레즈긴어 (410,000)
    - 아굴어 (33,200)
    - 타바사란어 (143,600)

  - 남부
    - 크리츠어 (5,000)
    - 부두흐어 (200)
    - 제크어 (1,500)

  - 서부
    - 루툴어 (36,400)
    - 차후르어 (22,300)

## 방출음의 발음
레즈기어파는 인도유럽어족의 성문음 이론(glottalic theory)과 관련이 있는데, 그 이유는 몇몇 언어에서 해당 어족에서 있을 법하지 않다고 여겨지는 방출음의 유성음화를 겪었기 때문이다. 음운대응은 제대로 확립되지 않았으나(루툴어는 예제에서 일관성이 없음) 몇 가지 예는 다음과 같다:
- 비-레즈기어파: 아바르어 tstsʼar; 레즈기어파: 루툴어 dur, 차후르어 do '이름'
- 비-레즈기어파: 아르치어 motʃʼor, 라크어 tʃʼiri; 레즈기어파: 루툴어 mitʃʼri, 타바사란어 midʒir 아굴어 mudʒur '수염'
- 비-레즈기어파: 아바르어 motsʼ; 레즈기어파: 타바사란어 vaz '달'

나흐어파에서도 어두가 아닌 자리에서 유사한 변화가 발생했다.

## 같이 보기
- 캅카스 제어
- 북동캅카스어족

## 참고자료
1. ↑  Hammarström, Harald; Forkel, Robert; Haspelmath, Martin; Bank, Sebastian, 편집. (2023). 〈Lezgic〉. 《Glottolog 4.8》. Jena, Germany: Max Planck Institute for the Science of Human History.
2. 1 2  7. НАСЕЛЕНИЕ НАИБОЛЕЕ МНОГОЧИСЛЕННЫХ НАЦИОНАЛЬНОСТЕЙ ПО РОДНОМУ ЯЗЫКУ
3. ↑  Languages in the Caucasus, by Wolfgang Schulze (2009) 보관됨 2011-06-10 - 웨이백 머신
4. ↑  Paul Fallon, 2002. The synchronic and diachronic phonology of ejectives, p 245.